# Arado Ar 195
L'Arado Ar 195 fu un aerosilurante imbarcato monomotore, biposto e biplano, sviluppato dall'azienda aeronautica tedesca Arado Flugzeugwerke GmbH negli anni trenta e rimasto allo stadio di prototipo.
Derivato dal precedente Ar 95 e proposto come velivolo standard in dotazione alla portaerei della Kriegsmarine Graf Zeppelin, venne valutato dalla commissione esaminatrice assieme al concorrente Fieseler Fi 167, quest'ultimo risultato di impostazione più moderna e maggiormente indicato per ricoprire quel ruolo. Il progetto dell'Ar 195 venne quindi abbandonato dopo la costruzione di soli 3 prototipi.

## Utilizzatori
Germania
- Luftwaffe

## Velivoli comparabili
Germania
- Fieseler Fi 167

 Regno Unito
- Fairey Swordfish
- Fairey Albacore